# Militärgeographisches Institut Florenz

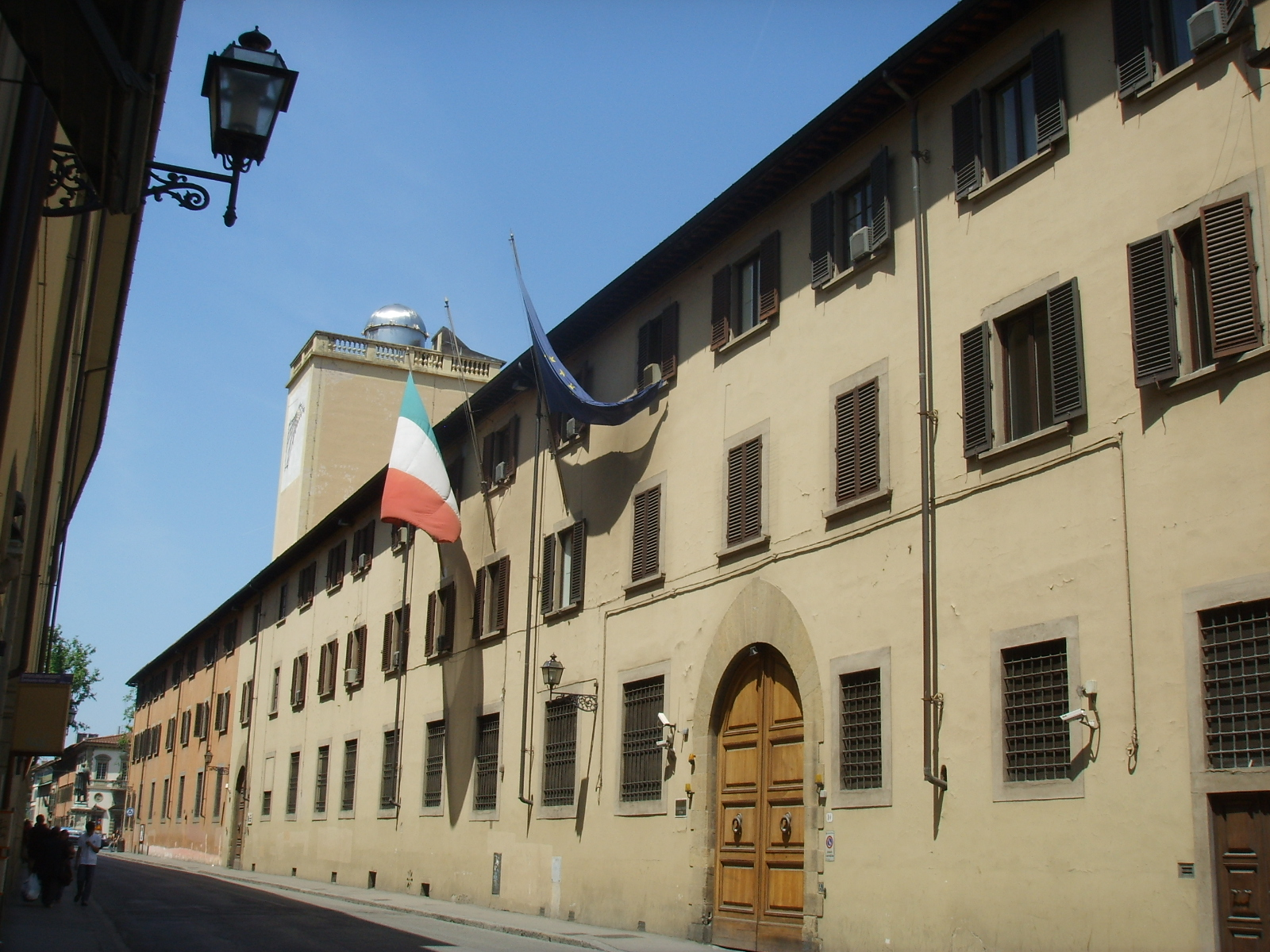
Hauptsitz des IGM in Florenz

Das Militärgeographische Institut, (italienisch Istituto Geografico Militare – IGM) in Florenz ist für die amtliche Vermessung und Kartografie in Italien zuständig. Das IGM ist eine militärgeographische Einrichtung des italienischen Heeres.

## Aufgaben
- Geodäsie, Landesvermessung und Geoinformationswesen
- Erstellen kartografischer Produkte für öffentliche und private Nutzer
- Luftbildmessung
- Verwaltung der Geodateninfrastruktur
- Erhalt von Grenzzeichen an den Staatsgrenzen
- Herausgabe wissenschaftlicher und didaktischer Publikationen
- Pflege der Kartensammlung

Für Seekarten ist das Hydrographische Institut in Genua zuständig. Die Katastervermessung übernimmt die Agenzia delle Entrate, eine administrativ selbständige Finanzbehörde im Geschäftsbereich des italienischen Wirtschafts- und Finanzministeriums in Rom, beziehungsweise Katasterämter nachgeordneter Gebietskörperschaften oder öffentlich bestellte Landvermesser (Geometer) oder Vermessungsingenieure.
Das von einem General geleitete Militärgeographische Institut verfügt unter anderem über eine Schule (Scuola Superiore di Scienze Geografiche “Giovanni Boaga”), an der militärisches und ziviles Fachpersonal aus- und fortgebildet wird und unter Umständen einen Master erwerben kann, der in Zusammenarbeit mit der Universität Florenz vergeben wird. Darüber hinaus unterhält das IGM eine Bibliothek und ein Museum.

## Geschichte
Der Vorläufer des Militärgeographischen Instituts entstand im Zug der Einigung Italiens im Jahr 1861 durch die Eingliederung des 1781 in Neapel gegründeten Reale Officio Topografico des Königreichs beider Sizilien und des Ufficio Topografico Toscano in eine topografische Dienststelle beim Generalstab des piemontesischen und damit italienischen Heeres in Turin. 1865 erfolgte der Umzug in den ehemaligen Konvent der Basilika Santissima Annunziata in Florenz. Als eigenständiges militärgeografisches Institut wurde es dort am 27. Oktober 1872 unter der Bezeichnung Istituto Topografico Militare unter ihrem ersten Kommandeur Generalleutnant Ezio De Vecchi eingerichtet und erhielt zehn Jahre später seinen heutigen Namen Istituto Geografico Militare.
Auf Grund des seinerzeit sehr heterogenen Kartenmaterials erhielt das Institut 1875 den Auftrag, eine amtliche topografische Karte Italiens im Maßstab 1:100.000 zu erstellen. Die Arbeiten daran dauerten fast 30 Jahre. Etwa 75 % des Staatsgebietes wurde im Maßstab 1:50.000 aufgenommen, das übrige dichter besiedelte oder militärisch wichtigere Viertel im Maßstab 1:25.000. Auf dieser Grundlage entstanden dann die 271 Blätter der nationalen Karte 1:100.000. 1876 begann man in den Westalpen mit der Entwicklung der Photogrammetrie, die in den 1920er Jahren durch die Nutzung von Luftfahrzeugen einen starken Impuls erhielt. Nach dem Ersten Weltkrieg arbeitete das Institut bis 1927 an der Neuaufnahme der hinzugekommenen Landesteile. Es folgten schrittweise Neuaufnahmen des Staatsgebietes im Maßstab 1:25.000, zwischen 1954 und 1965 nach STANAG in fünf Farben. Ab 1966 gab man die praktischere und international verbreitetere neue Version 1:50.000 heraus.
In neuester Zeit rückten die satellitengestützte Vermessung, die digitale Kartenherstellung und Geoinformationssysteme in den Vordergrund.

## Publikationen
- Istituto Geografico Militare (Hrsg.): Italia – Atlante dei Tipi Geografici. Florenz 2004, ISBN 88-523-8913-X (italienisch, igmi.org).

Periodika:
- Istituto Geografico Militare (Hrsg.): Bollettino di Geodesia e Scienze Affini. Nr. (1950–2010), ISSN 0006-6710 (italienisch, englisch: Bullettin of Geodesy and Geomatics; geodätisch-wissenschaftliches Bulletin, vierteljährlich).
- Istituto Geografico Militare (Hrsg.): L’Universo. ISSN 0042-0409 (italienisch, igmi.org – Nachrichten aus Geowissenschaften, Ethnographie und Expeditionswesen, zweimonatlich).

Karten und Bildwerk:
- Carta Topografica d’Italia (Amtliche Italienische Karte): Serie 25 DB (1:25.000, copertina azzurra), Serie 50 bzw. 50/L (1:50.000, copertina arancione); Serie 100V bzw. 100L (1:100.000, copertina marrone)
  - Carte corografiche e geografiche (1:250.000 bis 1:1.000.000), insb. Serie 250 Regioni (Italienische Regionen)
  - Il Mondo (JOG), Serie 250/G (Weltkarte)
- Orthofoto
- Luftbilderfassung

Daneben gibt das Institut zahlreiche normative, didaktische und andere Werke, sowie vielfältige Spezialkarten heraus.